# Lanches-Saint-Hilaire
Lanches-Saint-Hilaire é uma comuna francesa na região administrativa de Altos da França, no departamento de Somme. Estende-se por uma área de 5,45 km². Em 2010 a comuna tinha 134 habitantes (densidade: 24,6 hab./km²).